# Meghna
Meghna (Bengaals: মেঘনা Meghanā) is de gemeenschappelijke naam van twee aansluitende riviersecties in het systeem van de grote rivieren van Bangladesh, dat ook de Brahmaputra en de Ganges omvat. Beide rivierdelen worden vaak behandeld als twee afzonderlijke rivieren. De Beneden Meghna (Lower Meghna) is de machtigste rivier in Azië en de derde grootste ter wereld met een afvoer van 36.500 m³/s. De rivier wordt gevormd door samenvloeien van de Boven Meghna (Upper Meghna) met de bijna 8 keer grotere Padma, die op zijn beurt ruim 100 kilometer boven de samenvloeiing van de hoofdstrengen van de Ganges en Jamuna (Lower Brahmaputra) ontstaat. De Beneden-Meghna mondt na 130 kilometer uit in de Golf van Bengalen. De delen van de rivier die bekend staat als de Meghna liggen binnen de grenzen van Bangladesh, maar het systeem voert ook een groot deel van Noordoost-India af. Het gebied rond Cherrapunji, dat een van de meest regenachtige regio's ter wereld is, mondt ook uit in de Meghna.

## De Boven Meghna

### Bovenloop: Barak
De Boven-Meghna ontspringt onder de naam Barak in het Patkaigebergte (ca. 25 km ten zuidoosten van de berg Japvo) in het noordoosten van India. De bron ligt in de staat Manipur en de rivier doorkruist later delen van de staten Nagaland, Mizoram en Assam. In het gebied van de landsgrens tussen India en Bangladesh verlaat de sedimentrijke Barak de bergen en splitst zich na een traject van ongeveer 610 kilometer in twee hoofdarmen, in de Surma (15% van de afvoer) en Kushiyara (85%). Beide armen van de rivier zijn onderdeel van een netwerk van meanderende en vlechtende waterlopen, die voortdurend veranderen en slechts op bepaalde punten door menselijk ingrijpen zijn vastgelegd en gereguleerd. Hoewel ze tot 45 kilometer van elkaar verwijderd zijn, kan zich tijdens moessonoverstromingen een samenhangend waterlichaam vormen. Omdat de hoofdvaarwegen in het verleden altijd een ander verloop hebben gehad, varieert de naamgeving op kleine schaal en is deze vandaag de dag nog steeds inconsistent.

### Zuidelijke tak: Kushiyara
De naar het zuidwesten stromende Kushiyara werd in de 19e eeuw nog steeds de Barak genoemd, toen dit deel van Bengalen aan Assam toebehoorde. Vandaag draagt een kleine zijarm die aftakt onder de samenvloeiing van de Manu nog steeds deze naam. Vanaf deze kruising heet de hoofdstroom Bibiyana en iets later, na de samenvloeiing van de Surma (tegenwoordig slechts een kleine zijtak van de Surma-hoofdstroom, die pas later weer instroomt), Kalni. De zuidelijke arm is ruim 290 kilometer lang tot aan de kruising van de twee grote takken van de rivier ten noorden van Bhairab in het district Kishoreganj. Vanaf hier wordt de rivier Meghna genoemd.

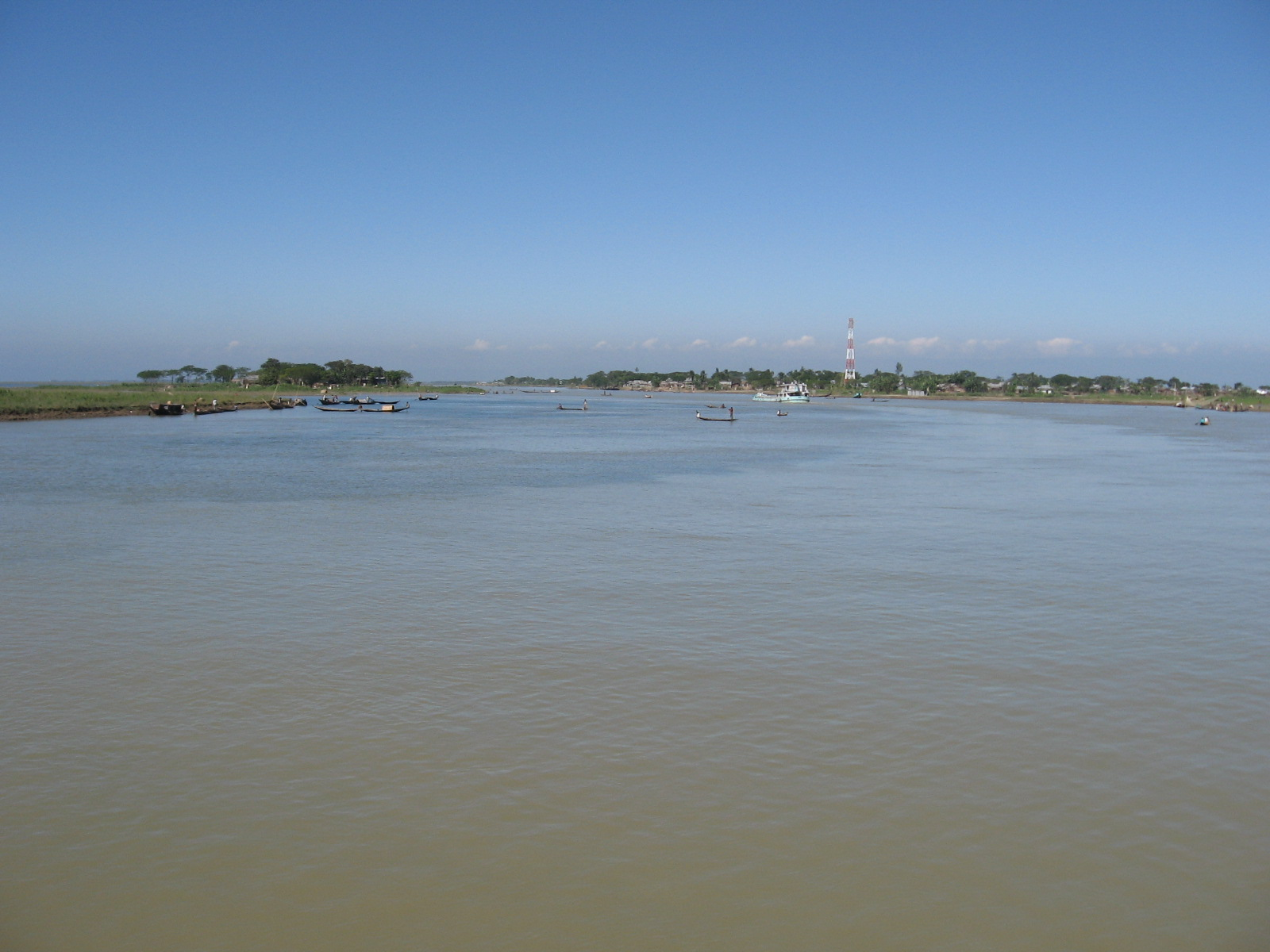
de Surma

### Noordelijke tak: Surma
De aanvankelijk relatief kleine Surma-arm ontvangt op zijn weg naar het westen in snel tempo waterrijke zijrivieren van het bergland in het noorden, dat wordt beschouwd als het meest regenachtige gebied ter wereld, bekend om de weerrecords van de stad Cherrapunji. De hoofdstroom, die statig is geworden, stroomt niet naar het zuiden zoals de kleine zijarm, heden ten dage nog steeds Surma genoemd, maar als Dhanu verder naar het westen naar de monding van de Shomeshwari, dan als Baulai naar het zuiden en na het samenvloeien met de Kangsa die uit het westen komt als Ghorautra. De Surma en de vele daarmee verbonden waterlopen stromen door een bodemdalinggebied waarin zich tussen de oeverwallen van de rivieren uitgestrekte moeras- en watergebieden vormen. De meanderende noordelijke arm heeft een lengte van ongeveer 380 kilometer tot hij aansluit op de zuidelijke arm. Op het moment van hun hereniging verschilt de waterstroom van beide armen niet significant.

### Benedenloop van de Boven Meghna

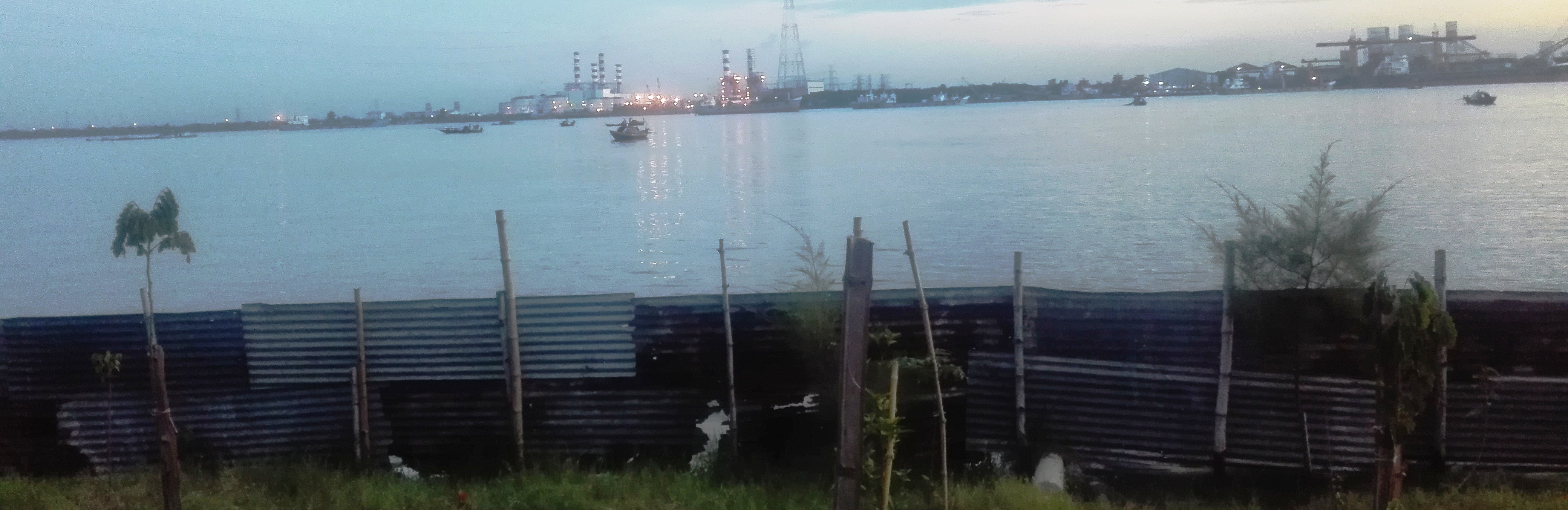
De Mehna bij_Munshiganj

Volgens de naam mondt de voormalige hoofdtak van de Brahmaputra uit in de Meghna bij Bhairab Bazar, die over de gehele lengte, waarschijnlijk als gevolg van tektonische opheffing, slechts weinig water voert. Tegenwoordig stroomt hier slechts een onbeduidende zijrivier van de oude Brahmaputra; zijn hoofdtak stroomt onder andere namen slechts 80 kilometer verder stroomafwaarts in de Meghna. Andere wateren die aftakken van de Jamuna (naam van de Brahmaputra in Bangladesh) stromen hier ook. Hun bruine wateren, verenigd in de brede Dhaleshvari, zijn ver benedenstrooms te onderscheiden van de grijsgroene wateren van de Meghna. Bij Chandpur, na nog eens bijna 40 kilometer, versmelt de Boven-Meghna, die tussen de één en twee kilometer breed is, met de veel grotere Padma. De gehele loop van de Barak-Kushiyara-Upper Meghna rivier heeft een lengte van ca. 1040 km, waarvan ongeveer 140 km Meghna. De waterstroom vóór de samenvloeiing met de Padma is ongeveer 3610 m³/s.

## De Beneden Meghna
De Beneden-Meghna is in wezen de voortzetting van de Padma, die al de grootste rivier van Azië is met een afvoer van ongeveer 32.000 m³/s. De Padma, feitelijk is dit de benedenloop van de Ganges is, is qua volume de benedenloop van de grotere Brahmaputra. Vóór de westwaartse verschuiving van de Brahmaputra in de achttiende eeuw, ontmoetten de watermassa's, die de huidige loop van de Boven-Meghna markeerden, hier voor het eerst die van de Ganges. De afvoer van de gecombineerde rivier varieert sterk tussen de natte en de droge moesson en ligt tussen 10.000 en 160.000 m³/s bij Chandpur; gemiddeld ruim 36.000 m³/s. De hoogwaterfase van de Padma en Beneden-Meghna duurt enkele maanden, aangezien de piek van de uitstroom van Brahmaputra plaatsvindt in juli en augustus en die van de Ganges in september. De Boven-Meghna veroorzaakt geen significante verschuiving in de afvoerhydrograaf. De stroming is bijzonder gevaarlijk in de smalle stuk bij Chandpur, vooral omdat het getijverschil in de oostelijke Golf van Bengalen met drie tot zeven meter vrij hoog is en zich ver stroomopwaarts uitstrekt. De rivier, die 3 tot 10 kilometer breed is, splitst zich voor de monding in twee hoofdgeulen. Talrijke kleine zijarmen begeleiden de hoofdstroom aan beide zijden. De Beneden-Meghna is het meest morfodynamisch actieve deel van de Ganges-Brahmaputra-Meghna-delta, de grootste rivierdelta ter wereld. De hoge vruchtbaarheid van de bodem als gevolg van de jaarlijkse overstromingen zorgt voor een extreem hoge dichtheid van de plattelandsbevolking langs de Meghna en in het achterland, maar het geweld van de moesson- en voorjaarsoverstromingen en de dreiging van zeespiegelstijging vormen onmiddellijke gevaren voor vele miljoenen mensen. Men probeert om de kust te stabiliseren door de aanplant van mangrovebossen en aanleg van dijken. Echter dit is vaak niet afdoende om eventuele verschuivende tendensen van de hoofdstromen tegen te gaan.

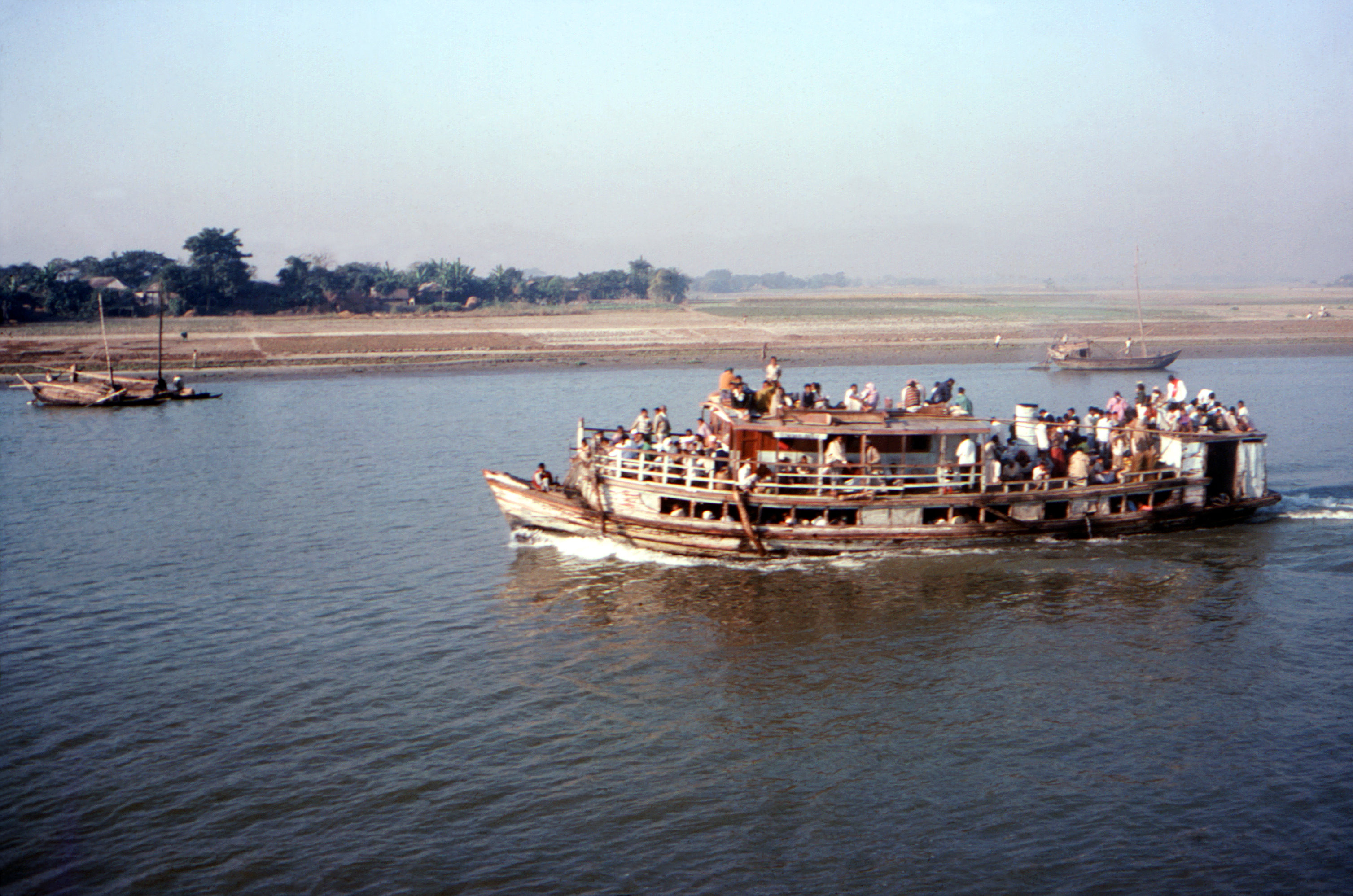
overvolle veerboot op de Mehna

## Varia
Het is de breedste rivier van de rivieren, die geheel door Bangladesh stromen. Ondanks zijn kalme aanzien is deze rivier elk jaar verantwoordelijk voor vele doden. Honderden mensen zijn de afgelopen jaren omgekomen door het zinken van een van de vele veerboten, zoals de MV Salahuddin-2 (2002, 500 doden) en de MV Nasrin-1 (2003, 530 doden).